# HLSL2GLSL
HLSL2GLSL — це інструмент командного рядка та бібліотека, яка перекладає шейдери, написані мовою шейдерів високого рівня (HLSL) для Direct3D 9, на OpenGL Shading Language (GLSL).
HLSL2GLSL спочатку був випущений ATI Technologies під ліцензією BSD. Останній випуск був версії 0.9 від 2006 року. HLSL2GLSL не є частиною GPUOpen.
Проєкт був розділений у 2010 році, щоб виправити проблеми та додати такі функції, як підтримка OpenGL ES. Зараз він використовується Unity і OGRE для перекладу шейдерів Cg/HLSL на GLSL для мобільних платформ.
Проєкт піддавався критиці за генерацію низькоякісного, роздутого коду. На XDC2014 Метт Тернер зазначив, що багато прикладів еталонних тестів у Mesa shader-db генеруються шляхом перетворення та мають низьку якість.